# Hiroyuki Mae
Hiroyuki Mae (前 寛之?, Mae Hiroyuki; Sapporo, 1º agosto 1995) è un calciatore giapponese, centrocampista dell'Avispa Fukuoka.

## Palmarès

### Club
- J2 League: 1

Consadole Sapporo: 2016
- Coppa J. League: 1

Avispa Fukuoka: 2023

### Individuale
- Miglior giocatore della Coppa J. League: 1

2023